# Mechelen (huyện)
Huyện Mechelen (tiếng Hà Lan: Arrondissement Mechelen; tiếng Pháp: Arrondissement de Malines) là một trong ba huyện hành chính ở tỉnh Antwerp, Bỉ. Huyện này vừa là huyện hành chính và huyện tư pháp. Lãnh thổ của huyện tư pháp Mechelen trùng với lãnh thổ của huyện hành chính Mechelen.

## Lịch sử
Huyện Mechelen được thành lập năm 1800 làm huyện thứ ba ở tỉnh Deux-Nèthes (tiếng Hà Lan: Departement Twee Nethen). Ban đầu huyện này bao gồm các tổng Duffel, Heist-op-den-Berg, Lier, Mechelen và Puurs. Trong năm 1977, đô thị Muizen lúc đó được nhập vào huyện này từ huyện hành chính Halle-Vilvoorde, và được sáp nhập vào thành phố Mechelen.

## Các đô thị
Huyện hành chính Mechelen bao gồm các đô thị sau:
| - Berlaar - Bonheiden - Bornem - Duffel - Heist-op-den-Berg - Lier - Mechelen | - Nijlen - Putte - Puurs - Sint-Amands - Sint-Katelijne-Waver - Willebroek |